# Pierre-Pascal Rossi
Pour les articles homonymes, voir Rossi.
Pierre-Pascal Rossi est un journaliste et écrivain suisse, né le 14 février 1943 à Genève et mort le 13 septembre 2016 à Neuchâtel. 

## Biographie
Pierre-Pascal Rossi naît le 14 février 1943 à Genève.
Il commence sa carrière de journaliste dans la presse écrite, au Courrier, à L'Illustré et à Radio-TV Je vois tout,. Il est ensuite journaliste pendant plus de trente ans à la Télévision suisse romande où il est entré en 1969. Il est d'abord grand-reporter pour Temps Présent. De 1982 à 1989, il présente le journal télévisé et est le premier à le faire depuis Genève, alors que le tournage avait jusque-là eu lieu à Zurich. Il est ensuite successivement producteur-animateur d'une émission littéraire, Hôtel (1991-1994) et d'une émission d'évasion : Passe-moi les jumelles, créée en 1993 avec Benoît Aymon et Claude Delieutraz et toujours présente dans les programmes de la TSR,.
Il a vécu à Neuchâtel, en Suisse, et se consacrait à l'écriture.
Il a publié un reportage : Pour une guerre oubliée (éd. Julliard - 1969) ; un recueil de chroniques : Au film des jours (éd. Favre - 1988) ; ainsi que deux récits : Le pêcheur de lune  et Le voleur de pluie. 
Son reportage juste après les massacres de Sabra et Chatila en 1982 a été très perturbant pour lui et pour les téléspectateurs de la Télévision suisse romande. 
Après sa retraite, il se consacre à l'écriture. Il est également le scénariste de Tout un hiver sans feu, un film réalisé par Grzegorz Zgliński, sélectionné en 2004 à la Mostra de Venise et lauréat du Prix du Cinéma suisse en 2005. Un roman non publié a été utilisé par Fulvio Bernasconi comme scénario de son film Miséricorde sorti en 2016.
Il meurt le 13 septembre 2016, à Neuchâtel des suites d'une longue maladie.

## Filmographie
- 2004 : Tout un hiver sans feu de Grzegorz Zgliński